# Reuil
Reuil é uma comuna francesa na região administrativa do Grande Leste, no departamento de Marne. Estende-se por uma área de 5.36 km², e possui 278 habitantes, segundo o censo de 2018, com uma densidade de 52 hab/km².